# Burnham Center
El Burnham Center, originalmente conocido como Conway Building y posteriormente como Chicago Title & Trust Building, es un rascacielos histórico en Chicago, Illinois. Construido con fondos del patrimonio de Marshall Field, fue el último edificio diseñado por Daniel Burnham antes de su fallecimiento el 1 de junio de 1912 y se terminó de construir en 1913.

## Historia
Originalmente conocido como Conway Building, reemplazó a la Chicago Opera House, construida en 1885. El Conway fue un proyecto inmobiliario derivado del patrimonio de Marshall Field, fallecido en 1906. Field solicitó que su patrimonio de 83 millones de dólares se invirtiera en bienes raíces de Chicago hasta que su nieto, Marshall Field III, cumpliera cincuenta años (1943). En su mayor parte, el patrimonio de Field se invirtió en propiedades existentes, pero se utilizó para financiar tres proyectos importantes: el Conway Building, el Pittsfield Building (1927) y el Field Building (1934).
Daniel Burnham fue colaborador frecuente de Field, y diseñó un anexo al Marshall Field and Company Building (1892) y al Museo Field de Historia Natural (c. 1900). Burnham, junto con Frederick P. Dinkelberg, completó el diseño del edificio poco antes de partir de Chicago en abril de 1912; falleció en Alemania dos meses después. El edificio se asemeja al Flatiron Building de Nueva York: ambos tienen veintiún pisos, esquinas redondeadas y están decorados en estilo Beaux Arts. Se cree que ambos edificios están influenciados por el Palacio de Propaganda Fide, en Roma. Ernest R. Graham, Peirce Anderson y Edward Probst asumieron la dirección del proyecto el 30 de abril. Se completó bajo los auspicios de Graham, Burnham & Co. (precursora de Graham, Anderson, Probst & White) en 1913.
El edificio fue reconocido por el Servicio de Parques Nacionales e incluido en el Registro Nacional de Lugares Históricos el 9 de febrero de 1984. Chicago Title & Trust Co. fue arrendatario durante mucho tiempo antes de la finalización del Grant Thornton Tower en 1992. Su antigua sede pasó a conocerse como Burnham Center.